# Família Cibele
A família Cibele é um grupo de asteroides localizado no exterior do cinturão principal com um semieixo maior entre 3,27 UA e 3,7 UA, uma excentricidade inferior a 0,3, e uma inclinação inferior a 25°. O grupo é nomeado para o asteroide 65 Cibele. A partir de 2010, existe a teoria que provavelmente esse grupo foi criado pela fragmentação de um objeto no passado distante.
Alguns dos maiores membros da família Cybele são: 87 Sylvia, 65 Cibele (homônimo do grupo), 107 Camila, 121 Hermione, 76 Freia, 790 Pretoria, e 566 Stereoskopia. Alguns desses asteroide do grupo também têm satélites, como o 121 Hermione.